# Апостольский нунций на Филиппинах
Апостольский нунций в Республике Филиппины — дипломатический представитель Святого Престола на Филиппинах. Данный дипломатический пост занимает церковно-дипломатический представитель Ватикана в ранге посла. Апостольская нунциатура на Филиппинах была учреждена на постоянной основе 8 апреля 1951 года. Как правило, на Филиппинах апостольский нунций является дуайеном дипломатического корпуса, так как и — католическая страна. 
В настоящее время Апостольским нунцием на Филиппинах является архиепископ Чарльз Джон Браун, назначенный Папой Франциском 28 сентября 2020 года.

## История
Несмотря на то, что значительное католическое влияние на Филиппинабыло со времён испанской колонизации в 1565 году, только в 1900 году, было создано Папское легатство в ранге Апостольской делегатуры на Филиппинах. Первым апостольским делегатом в стране был французский архиепископ Пласид-Луи Шапель, который служил с 1900 по 1901 год.
Апостольская нунциатура на Филиппинах была учреждена на постоянной основе 8 апреля 1951 года, бреве «Ad Christifidelium salutem» папы римского Пия XII. Резиденцией апостольского нунция на Филиппинах является Маниле — столица Филиппин. 

## Апостольские нунции на Филиппинах

### Апостольские делегаты
- Плэйсид Льюис Чейпл[англ.] — (1900 — 1901);
- Донато Раффаэле Сбарретти Тацца — (16 сентября 1901 — 26 декабря 1902 — назначен апостольским делегатом в Канаде);
- Джованни Баттиста Гвиди — (22 сентября 1902 — 22 июля 1904, до смерти);
- Амброз Агюс, O.S.B. — (5 сентября 1904 — 12 декабря 1911, до смерти);
- Джузеппе Петрелли — (30 мая 1915 — 27 мая 1921 — назначен апостольским нунцием в Перу);
- Гульельмо Пьяни, S.D.B. — (17 марта 1922 — 5 октября 1948 — назначен вспомогательный епископ Мехико);
- Эджидио Ваньоцци — (9 марта 1949 — 9 августа 1951 — назначен апостольский нунций;

### Апостольские нунции
- Эджидио Ваньоцци — (9 августа 1951 — 16 декабря 1958 — назначен апостольским делегатом в США);
- Сальваторе Сиино — (14 марта 1959 — 8 октября 1963, до смерти);
- Карло Мартини — (29 ноября 1963 — 5 августа 1967 — назначен апостольским нунцием в Чили);
- Кармине Рокко — (16 сентября 1967 — 22 мая 1973 — назначен апостольским нунцием в Бразилии);
- Бруно Торпильяни — (6 июня 1973 — 6 июля 1990, в отставке);
- Джан Винченцо Морени — (8 сентября 1990 — 3 марта 1999, до смерти);
- Антонио Франко — (6 апреля 1999 — 21 января 2006 — назначен апостольским нунцием в Израиле и на Кипре);
- Фернандо Филони — (25 февраля 2006 — 9 июня 2007 — назначен заместителем государственного секретаря Святого Престола по общим делам);
- Эдвард Джозеф Адамс — (3 сентября 2007 — 22 февраля 2011 — назначен апостольским нунцием в Греции);
- Джузеппе Пинто — (10 мая 2011 — 1 июля 2017 — назначен апостольским нунцием в Хорватии);
- Габриэле Джордано Качча — (12 сентября 2017 — 16 ноября 2019 — назначен постоянным наблюдателем Святого Престола при Организации Объединённых Наций);
- Чарльз Джон Браун — (28 сентября 2020 — по настоящее время).